# Борати (мінерали)

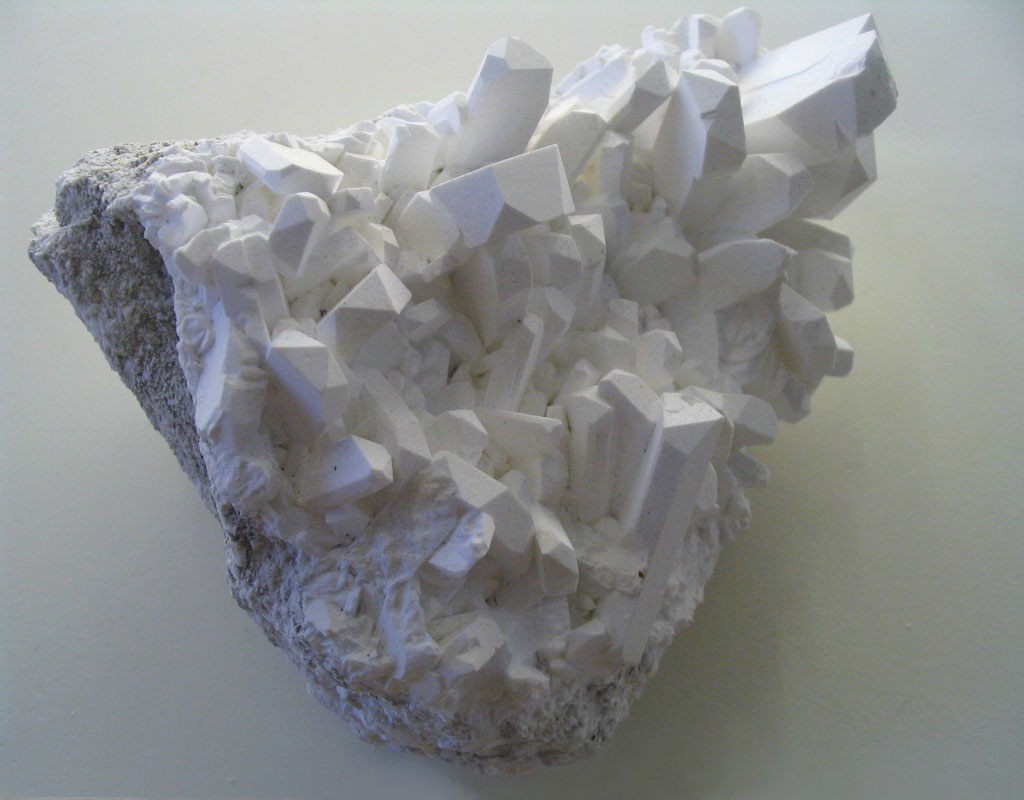
Кристал борату

Бора́ти (англ. borates) — клас мінералів — солей борних кислот, з яких найбільше значення має ортоборна кислота H3BO3.

## Загальний опис
До боратів належить понад 80 мінералів. Серед власне боратів розрізняють орто-, мета-, піроборати і солі поліборних кислот, а також безводні і поширеніші водовмісні борати. Безводні борати — це головним чином солі ортоборної к-ти (ашарит та борацит). До водних (поліборати Mg, Na, Ca) належать: бура, боронатрокальцит, гідроборацит, колеманіт, пандерміт, ноубліт.
Сингонія боратів ромбічна, моноклінна, іноді кубічна або тригональна. Більшість боратів — полігенні мінерали. Утворюються головним чином у збагачених бором соленосних басейнах. Рідше борати пов'язані з пегматитами і гідротермальними та контактово-метасоматичними утвореннями. В природі зустрічаються частіше у вигляді мінералу бури.
Найбільші скупчення боратів — у вулканогенно-осадових ендогенних контактово-метасоматичних і галогенно-осадових родовищах. Найбільші вулканогенно-осадові родовища відомі в США (шт. Каліфорнія, Невада), Аргентині, Чилі, Перу, Туреччині і Китаї, контактово-метасоматичні — в Росії, США, Перу, Китаї, Кореї, Німеччині та ін.
Використовують у хімічній, паперовій, склоробній промисловості.

## Класифікація

### Ортоборати
Найпоширеніші мінерали класу боратів, солі ортоборної кислоти Н3ВО3 (людвігіт, котоїт та ін.). Від грецьк. «ортос» — прямий і «борати».

### Поліборати
Солі гіпотетичних поліборних кислот, з яких найпоширенішими є бура, боронатрокальцит, гідроборацит та ін.

### Іноборати
Борати ланцюжкової будови.